# Глобальная угроза
«Глобальная угроза» (англ. Global Effect) — американский кинофильм 2002 года.

## Сюжет
Международный террорист похитил опасный вирус, способный уничтожить полмира. Задача по  обезвреживанию преступника усложняется тем, что противоядия нет, его ещё нужно синтезировать. Кроме того, этот террорист увез с собой не только яд, но и доктора, разрабатывавшего антитела. Перед группой захвата стоит непростая задача найти доктора, помочь ей изготовить сыворотку, а затем отправиться на поиски террориста. На исполнение задания есть только 48 часов.

## В ролях
| Актёр            | Роль              |
| ---------------- | ----------------- |
| Дэниэл Бернхардт | Маркус Пойнт      |
| Мэдхен Амик      | Доктор Левитт     |
| Джоэл Уэст       | Найл Спенсер      |
| Кэролайн Хеннеси | Меридит Трипп     |
| Арнольд Вослу    | Доктор Ричард Хам |